# Bram van de Beek
Bram van de Beek (Lunteren, 9 oktober 1946) is een vooraanstaand Nederlands Hervormd theoloog. Hij was predikant (1970–1980), hoogleraar in de theologie in Leiden (1981–2000) en aan de Vrije Universiteit Amsterdam (2000–2010). 
Daarnaast is Van de Beek batoloog (gespecialiseerd in de determinatie van bramen). Deze tweede specialisatie leverde hem de bijnaam 'Bramen Bram' op.

## Biografie
Bram van de Beek werd geboren in Lunteren en bezocht het Christelijk Gymnasium te Veenendaal. Van 1964–1974 studeerde hij aan de Universiteit Utrecht, waar hij in 1970 bij Arnold van Ruler zijn doctoraal in de theologie behaalde, en in 1974 bij F.P. Jonker promoveerde in de botanie op een proefschrift getiteld Die Brombeeren des Geldrische distriktes innerhalb der Flora der Niederlande.
Hij vervolgde zijn studie theologie in Leiden, waar hij 1980 promoveerde bij Hendrikus Berkhof op een proefschrift getiteld De menselijke persoon van Christus. Van 1970–1980 was hij predikant, achtereenvolgens in Lexmond (1970), Vriezenveen (1974) en Raamsdonk (1979).
In 1981 werd hij hoogleraar in de christelijke dogmatiek te Leiden; van 2000 tot 2010 was hij hoogleraar in de christelijke Symboliek aan de VU in Amsterdam, waar hij van 2005 tot 2008 tevens decaan was van de faculteit godgeleerdheid.
Ook bleef hij publiceren over de determinatie van bramen, onder meer in het tijdschrift Gorteria en in de vorm van een website, Rubus Nederland.
Sinds 1997 is hij lid van de Koninklijke Nederlandse Academie van Wetenschappen.

## Theologisch werk en opvattingen
Van de Beek wordt beschouwd als een vooraanstaand Nederlands theoloog die opnieuw gestalte geeft aan de orthodoxie in zijn dogmatische reeks "Spreken over God". Opvallend is zijn nadrukkelijk gebruik van de patristiek, met name de pre-Niceense vaders. Dit resulteert in zijn sterke nadruk op Christus zichtbaar in de gestalte van het kruis (het lijden) die de gehele theologie 'absorbeert'.

### Motief van het lijden
Een belangrijk onderdeel in zijn denken is de worsteling met het lijden in de wereld. In 1984 schreef hij reeds het boek Waarom? over lijden, schuld en God. Maar ook in zijn latere werken (o.a. Rechtvaardiger dan God (1992), Jezus Kurios (1998), Gespannen liefde (2000), De kring om de messias (2002), Eén mens maakt het verschil (2007), God doet recht (2008)) zien we dit thema terugkomen. Bij Van de Beek wordt de vraag naar het lijden tot de onvermijdbare realiteit van de wereld. Wij moeten ons niet tevredenstellen met tijdelijke ontsnappingspogingen hieraan. De wereld is niet maakbaar. Aan deze kant van de geschiedenis, in de wereld, zullen we als christenen ons tevreden moeten stellen met Christus als de lijdende, als de gekruisigde die met ons is. Wij leven in geloof en afwachting van de voltooiing van de rechtzetting van het onrecht en lijden.

### Discussie
Zijn boek Lichaam en Geest van Christus. De theologie van de kerk en de Heilige Geest (2012) maakte binnen theologische kringen discussie los. Onder meer omdat hij daarin ervoor pleit dat protestanten weer terugkeren naar de 'moederkerk', de katholieke kerk onder het gezag van de bisschop van Rome.
Ook zijn boek De kring om de messias uit 2002 maakte in 2023 enige discussie los: uiteindelijk schrapte de Vrije Universiteit het boek van de verplichte leeslijsten voor theologiestudenten, omdat de gedachten erin verwoord weliswaar zelf niet antisemitisch zouden zijn, maar daartoe wel konden inspireren. Van de Beek zelf gaf aan dat Joden zelf deze beschuldiging nooit tegen hem hadden geuit en dat hij elke vorm van antisemitisme verwerpt.